# 熊咢
熊咢（？—前791年），羋姓，熊氏，名咢，熊徇之子。中国诸侯争霸时代楚国的第十三任君王，季连的第39世孙，公元前800年至前791年在位。熊咢九年（公元前791年）卒，其子熊仪即位，是為若敖。
| 前任： 父熊徇 | 楚國君主 前800年-前791年 | 繼任： 子若敖 |